# Nico Lo Muto
Nico Lomuto, conosciuto principalmente con il solo nome di battesimo Nico (Bari, 2 febbraio 1943 – Boston, 28 novembre 2018), è stato un cantante italiano.
Ha avuto un periodo di breve notorietà come interprete di canzoni beat a metà degli anni sessanta. Dopo l'incisione di due 45 giri che registrarono un certo successo, si trasferì negli Stati Uniti, ritirandosi a vita privata. È stato una meteora del panorama musicale italiano.

## Biografia
Autore di un non vasto repertorio, è ricordato come interprete di brani di protesta dal contenuto sociale scomodo, tale da fare scalpore - sia pure negli anni della contestazione - perché indirizzato anche verso lo stesso establishment musicale italiano dell'epoca (un tentativo di critica dall'interno che sarebbe stato replicato in tempi successivi da altri artisti, fra cui Antonello Venditti, Francesco De Gregori e Alberto Fortis con l'eclatante caso di Milano e Vincenzo).
Iniziò la carriera come chitarrista del gruppo musicale Giovani Giovani, che accompagnava in tournée e su disco Pino Donaggio, incidendo anche come gruppo; ma divenne cantante solista nel 1966 quando lo stesso Donaggio gli fece firmare un contratto con la Columbia.
(Pino Donaggio, da Tre minuti di musica (cantati da cane), intervista pubblicata su Musica leggera n° 7, 2009)
Il primo singolo conteneva sul lato A il brano Signori cantanti, una sorta di libello concepito sul canone della canzone folk beat alla Bob Dylan, il cui testo si scagliava contro gli stagionati protagonisti della musica leggera accusati di non saper stare al passo con i tempi; nel testo vi era un palese riferimento ad un cantante della British invasion, Ricky Shayne, nei versi "Perfino un tizio che non sa cantar per niente / vuol far successo e cosa fa? Si veste da pezzente /e va dicendo in giro che lui viene da Liverpool...", ed un altro riferimento a Ricky Gianco, nei versi "Uno di voi che il movimento l'ha capito / col berrettino Beatles crede di essere cambiato, / ma sei una pappamolla, torna a cantare nei tuoi night".
Il lato B conteneva Che vita è questa qua, brano inserito poi nella compilation 60's Beat Italiano Vol. 1.
A questo 45 giri ne seguì un altro l'anno seguente, che seguiva pressappoco lo stesso canovaccio: un testo di protesta su un riff di chitarre elettriche distorte su una base ritmica tipicamente beat. Il testo di Segui la fila, ad esempio, prende di mira il consumismo che caratterizzò il boom economico degli anni sessanta.
La Columbia non ritenne a questo punto di far incidere un terzo disco al cantante che decise così di trasferirsi negli USA, dove si occupò di informatica

## Discografia con iGiovani Giovani

### 45 giri
- 1963 - Rita/La rapina (Columbia, SCMQ 1716)
- 1964 - Bimba/Mai piangerai/Eta Beta (Columbia, SCMQ 1743; disco tris)
- 1964 - Una ragazza diversa/Ma voglio solo te (Columbia, SCMQ 1759)
- 1965 - Devo dimenticare/Cosa mai succede (Columbia, SCMQ 1835)

## Discografia da solista

### 45 giri
- 1966 - Signori cantanti/Che vita è questa qua (Columbia, SCMQ 7014)
- 1967 - Segui la fila /La mia testa (Columbia, SCMQ 7050)